# Hazel Brugger
Hazel Brugger, née le 9 décembre 1993 à San Diego, est une artiste et slameuse américaine, suisse et allemande, connue pour ses compétences en poésie slam.

## Biographie
Hazel Brugger naît le 9 décembre, sous le nom de Allison Hazel Brugger à San Diego. Elle grandit près de Dielsdorf avec ses deux frères. Sa mère, originaire de Cologne, est professeure d'anglais, tandis que son père, Peter Brugger, est un neuropsychologue suisse et un professeur à l'Université de Zurich. Hazel Brugger, qui a vécu à San Diego pendant le séjour de recherche de son père, possède trois nationalités : américaine, suisse et allemande[réf. nécessaire].
Elle commence à étudier la philosophie et la littérature à l'Université de Zurich, mais abandonne ses études[réf. nécessaire].
En 2014, lors du championnat de slam poésie de langue allemande à Dresde, Hazel Brugger fait la rencontre de Thomas Spitzer. Leur relation commence en 2015, mais ils ne l'officialisent qu'en 2021. Ils se marient en 2020 et s'établissent à Cologne[réf. nécessaire]. En mars 2021, Hazel donne naissance à une fille, et en 2023, elle annonce sa deuxième grossesse[réf. nécessaire].

### Carrière

#### Slam poétique
C'est à l'âge de 15 ans, qu'Hazel Brugger assiste pour la première fois à un événement de slam poétique. Deux ans plus tard, elle monte sur scène à Winterthur pour partager ses propres poèmes[réf. nécessaire]. Elle devient championne suisse de poésie slam en 2013.

#### Journalisme
De 2013 à 2014, Hazel Brugger écrit pour les magazines suisses Hochparterre et Tageswoche et de 2014 à 2017 pour Das Magazin. En 2015 elle remporte le titre de meilleure jeune journaliste suisse grâce à ses chroniques, et anime le programme en direct Hazel Brugger Show and Tell au théâtre de Zurich. Elle est distinguée comme chroniqueuse de l'année en 2016.

#### Télévision
En novembre 2015, Hazel Brugger lance sa première émission de plateau Hazel Brugger passiert. Un an plus tard, elle commence à travailler comme reporter de terrain pour l'émission Heute-show[réf. nécessaire].
En 2016, elle fait sa première apparition dans l'émission satirique « Die Anstalt » de la ZDF. Cette même année, elle publie également son livre intitulé Ich bin so übsch.
Depuis 2019, avec Thomas Spitzer, elle produit et anime la série YouTube « Deutschland Was Geht », qui se poursuit sous le titre « Europa Was Geht » à partir de 2020[réf. nécessaire].
En février 2019, elle monte sur scène avec son deuxième programme solo « Tropical », mais doit annuler les dates prévues en raison de la pandémie de coronavirus. Une version enregistrée de l'émission est disponible sur Netflix[réf. nécessaire].
Fin février 2020, elle anime les Swiss Music Awards à Lucerne et elle remporte le German Comedy Award 2020 dans la catégorie « Meilleure comédienne » en septembre 2020[réf. nécessaire].
Depuis juillet 2021, elle présente son troisième programme de scène Connaissez-vous cette femme ?.
En 2023, Hazel Brugger apparait dans les troisième et quatrième saisons de l'émission LOL : Last One Laughing sur Amazon Prime, affirmant ainsi sa popularité en tant qu'humoriste[réf. nécessaire]. La même année, elle est reconnue par le journal Blick comme l'une des 50 personnalités les plus influentes d'Allemagne.
Elle participe également à la nouvelle saison de Wer stiehlt mir die Show.
Le 20 janvier 2025, il est annoncé qu'elle fait partie des trois animatrices du Concours Eurovision de la chanson 2025, qui se déroule du 13 au 17 mai 2025 à Bâle en Suisse, aux côtés de Sandra Studer et Michelle Hunziker.

#### Création d'une société
En février 2020, Hazel Brugger et Thomas Spitzer fondent la société « Viel Spaß GmbH » à Cologne, qui vend des produits dérivés aux fans dans une boutique.

#### Podcast
De 2021 à 2022, Hazel Brugger et Thomas Spitzer animent un podcast intitulé « Nur verheiratet » sur Spotify[réf. nécessaire]. Il comprend quatre saisons, se classe parmi les 30 plus populaires dans les pays germanophones. Ils y explorent leur relation et reçoivent fréquemment des invités célèbres, tels que Tom Kaulitz.
Au printemps 2023, elle lance un nouveau podcast avec son mari, intitulé « Hazel & Thomas Hörerlebnis »[réf. nécessaire].

## Prix
- 2013 : Championne suisse de poésie slam[réf. nécessaire].
- 2015 : Prix du « Jeune journaliste de l'année » du magazine professionnel Schweizer Journalist[9].
- 2016 : Prix « Chroniqueur suisse de l'année » du magazine professionnel Schweizer Journalist[9].
- 2017 : « Deutscher Kleinkunstpreis », prix d'encouragement par la ville de Mayence[6],[9].
- 2017 : Swiss Comedy Awards[10],[9].
- 2017 : Prix « Salzburger Stier »[11],[9].
- 2017 : Prix du jury aux Swiss Comedy Awards[9].
- 2017 : Prix de la « Meilleure nouvelle venue » au Deutscher Comedypreis[9].
- 2020 : Prix allemand de la comédie[6],[12].
- 2021 : Prix de la « Meilleure comédie » par Les blogueurs d'or[9].
- 2023 : Prix « Bayerischer Kabarettpreis », dans la catégorie stand-up[13].

## Œuvres

### Série YouTube
- 2019 : Deutschland Was Geht
- 2020 : Deutschland Was Geht change de nom : Europa Was Geht

### Podcast Spotify
- 2021-2022 : Nur verheiratet
- 2023 : Hazel & Thomas Hörerlebnis

### Publication
- (de) Ich bin so hübsch, Kein & Aber, 2016, 172 p. (ISBN 9783036959368)